# 布萊里奧11號
布萊里奧11號（法語：Blériot XI）是一款法國先鋒航空時代的飛機。1909年7月25日，路易·布莱里奥駕駛這款飛機，完成了首次以重於空氣的飛機飛越英吉利海峽的壯舉。這是航空先驅時代最著名的成就之一，這一事件成功實現了首次固定翼飛機穿越海峽的飛行，引發了對航空重要性的重新評估。
這款飛機有單座和雙座版本，配備了多種不同的引擎，廣泛用於比賽和訓練。許多國家購買了軍用版本，並在1914年第一次世界大戰爆發後繼續服役。兩架修復過的原裝布萊里奧11號，分別位於英國和美國，被認為是目前世界上最古老的可飛行飛機。

## 設計

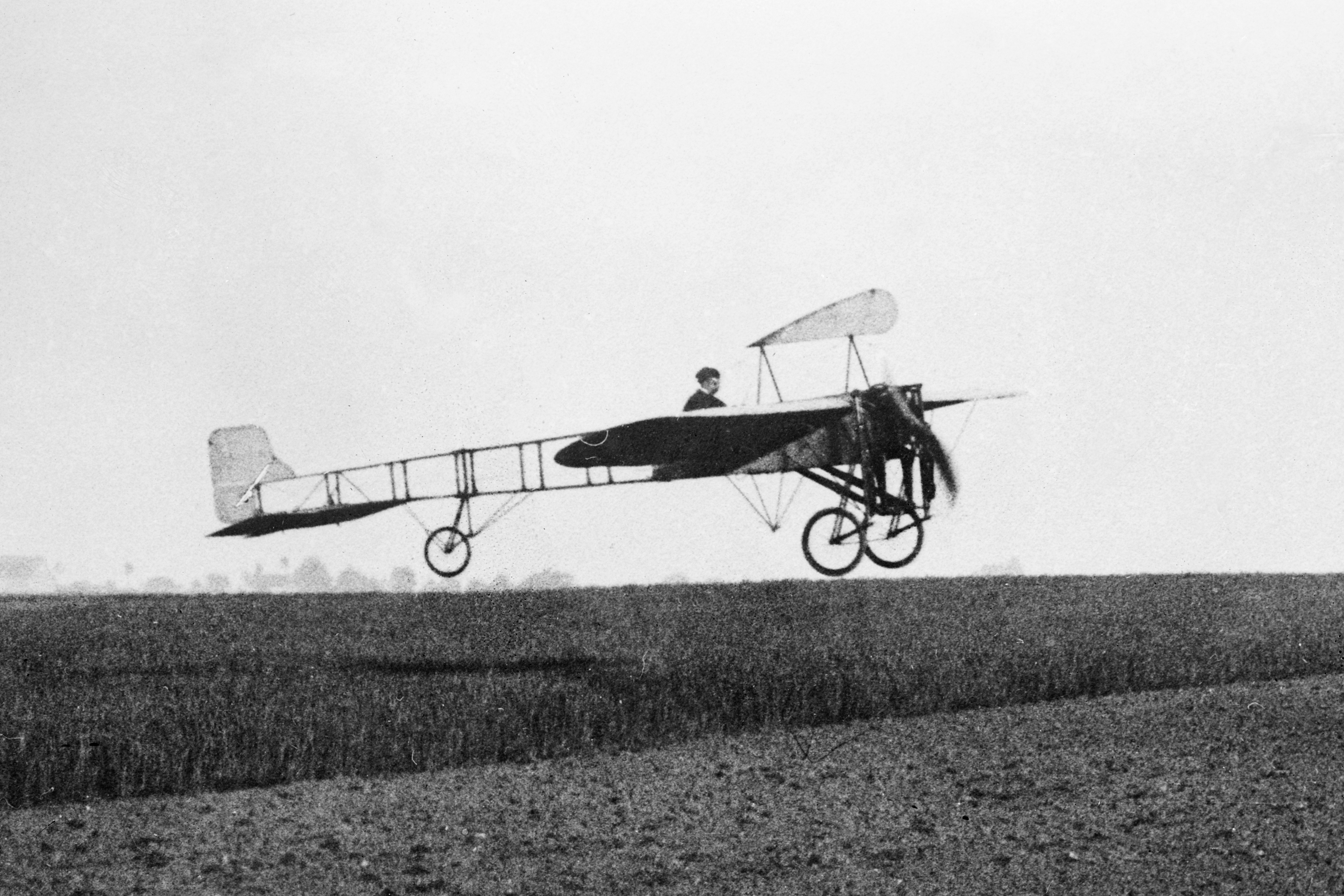
布萊里奧11號的原型機正在進行飛行測試。

布萊里奧11號主要由雷蒙·索尼耶設計，是布萊里奧8號的改進型。布萊里奧在1908年成功駕駛過布萊里奧8號。與其前身一樣，布萊里奧11號是一種牽引式配置的單翼機，具有部分覆蓋的箱梁式机身，由白蠟木和鋼絲交叉支撐構建。主要的不同點在於使用翘曲机翼來進行橫向控制。
尾部表面包括一個小型的全動平衡舵，安裝在機身最後的縱樑部件上，還有一個水平尾翼，安裝在下長桁下面。水平尾翼的最外端是升降舵表面，這些“翼尖升降舵通過扭矩管連接，扭矩管穿過內部部分。支撐和扭轉鋼絲附著在機背上，形成五部分的“屋頂”形狀支架，由一對倒V形支柱組成，其頂點由一根縱向管連接，下面是一個倒四邊錐形的腹部支架，同樣由鋼管製成。最初建造時，它的翼展為7米（23英尺），在支架上安裝了一個小型淚滴形的鰭，後來被移除了。
與前身一樣，布萊里奧11號的引擎直接安裝在機翼前缘，主起落架也類似於8號，輪子安裝在可旋轉的拖臂上，這些拖臂可以上下滑動鋼管，移動時由彈性繩進行彈簧緩衝。這種簡單而巧妙的設計允許在側風著陸下進行降落，減少損壞風險。在尾翼前的後機身上裝有一個彈簧尾輪，具有類似的可旋轉設置。

呂西安·肖維埃，布萊里奧11號螺旋槳的設計師。

1908年12月，布萊里奧11號在巴黎航空展上首次亮相，配備一台26 kW（35 hp）的7缸R.E.P.發動機，驅動一個四葉槳的槳型螺旋槳。該飛機於1909年1月23日在伊西莱穆利诺完成首飛。 儘管飛機操控良好，但發動機極不可靠。在機械師費迪南·科林的建議下，布雷里奧聯繫了摩托車賽車手兼發動機製造商亞歷山德羅·安扎尼，並於1909年5月27日安裝了一台19千瓦（25馬力）的安扎尼3缸扇形半徑向發動機。螺旋槳也被更換為呂西安·肖維埃雙葉彎螺旋槳，由層壓胡桃木製成。這款螺旋槳是法國飛機技術的一大進步，與莱特兄弟的螺旋槳效率媲美。
七月初，布雷里奧忙於試飛雙座的布萊里奧12號，但在7月18日重新駕駛11號。到那時，小型支架鰭已被移除，翼展增加了79厘米（31英寸）。6月26日，他成功飛行了36分55秒；7月13日，布雷里奧以42公里（26英里）從埃唐普飛到奥尔良，贏得了法國航空俱樂部的首個旅行獎。

## 穿越海峽

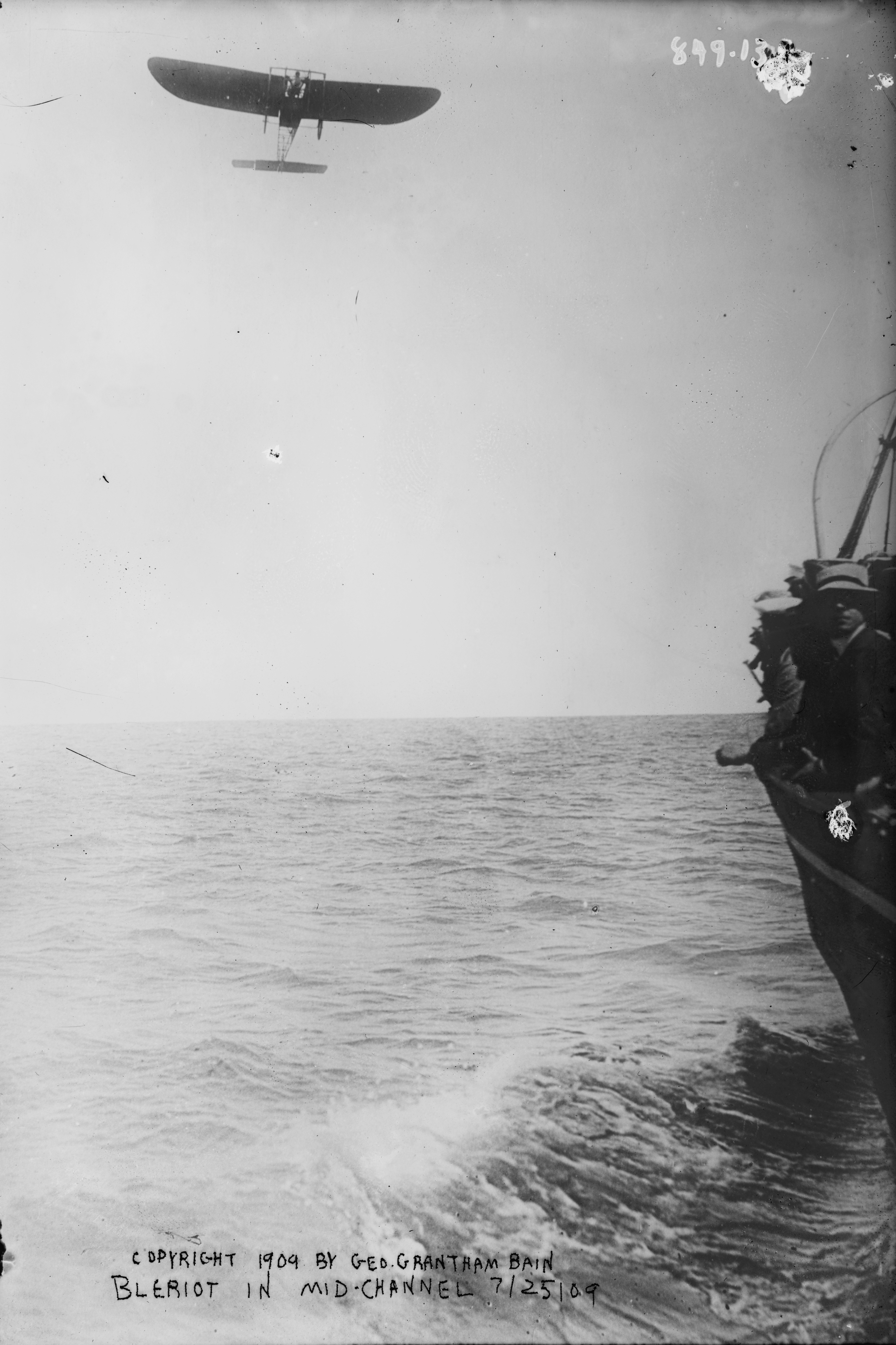
1909年7月25日，布萊里奧11號飛越英吉利海峽。

布萊里奧11號在1909年7月25日贏得了持久的聲譽，當時布萊里奧從加来飛到多佛港，贏得了《每日郵報》提供的£1,000獎金（2018年相當於£115,000）。幾天來，強風使布萊里奧和他的競爭對手無法起飛：休伯特·拉瑟姆駕駛安托瓦內特單翼飛機，拉伯特伯爵帶來了兩架萊特雙翼飛機。
7月25日，風在清晨減弱，天空放晴，布萊里奧在日出時起飛。沒有使用指南針，並偏離了預定航線向東飛行，但還是看到了左側的英格蘭海岸。在與強烈的強風條件鬥爭中，布萊里奧進行了一個重重的「平底鍋」降落，幾乎導致起落架坍塌並打碎了一片螺旋槳，他沒有在此事件受傷。飛行耗時36.5分鐘，但這令使布萊裡奧特成為名人，並立即引來了大量訂單。
這架飛機再也沒有飛行過，隨後被匆忙修復，並在倫敦的Selfridges展出。後來，它在法國《晨報》報社外展出，最後被工藝美術博物館購買。

## 隨後歷史

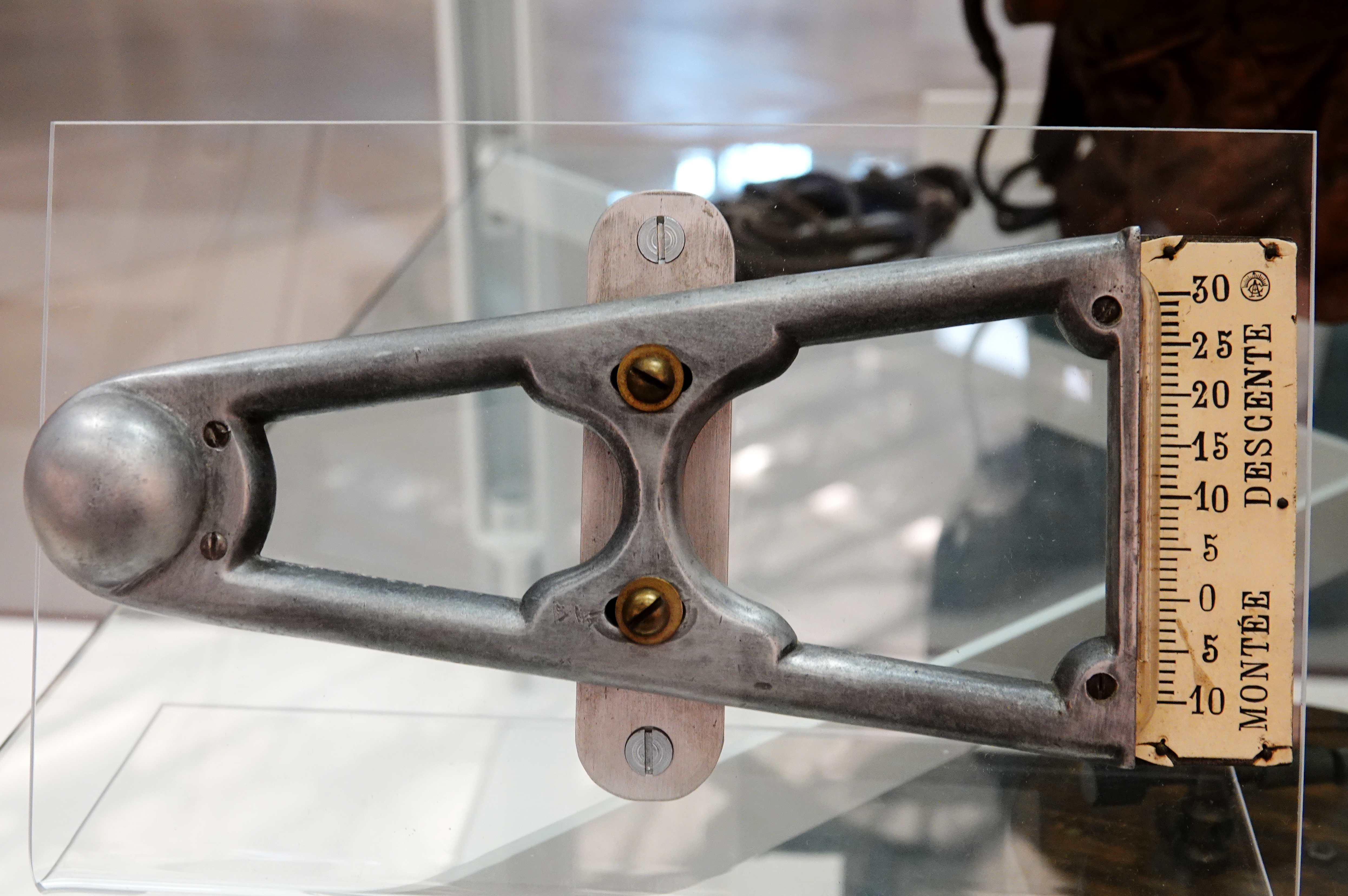
布萊里奧11號的單翼傾角儀。

在成功飛越英吉利海峽後，對布萊里奧11號的需求大增。到1909年9月底，已經收到103架飛機的訂單。1909年12月，在伊斯坦堡的一次航空會議上發生事故後，布萊里奧放棄了競賽飛行，公司參加比賽的飛機由其他飛行員駕駛，其中包括阿爾弗雷德·勒布朗，他曾管理橫跨英吉利海峽飛行的後勤，並購買了首架量產型11號，之後成為布萊里奧飛行學校的首席教官之一。
1912年2月，法國軍隊禁止使用所有單翼飛機，這對11號飛機的未來構成了威脅。這是由於一系列事故，其中布萊里奧飛機在飛行中發生了機翼故障的影響。第一次事故發生在1910年1月4日，導致萊昂·德拉格朗熱死亡，事故普遍歸因於德拉格朗熱安裝了一台過於強勁的發動機，導致機身結構過度受力。類似的事故在1910年底也導致秘魯飛行員豪爾赫·查維斯死亡，當時他剛完成首次飛越阿爾卑斯山的飛行。對此，布萊里奧加強了11號的翼梁。後來的一次事故促使進一步加強翼梁結構。
布萊裡奧為法國政府撰寫了一份報告，得出的結論是問題不在於翼樑的強度，而是未能考慮到飛機機翼可能承受的向下壓力，解決問題的辦法是增加上方支撐線的強度。這個分析被接受了，布萊裡奧迅速而徹底地回應問題，反而增強了他的聲譽。

### 近一步發展

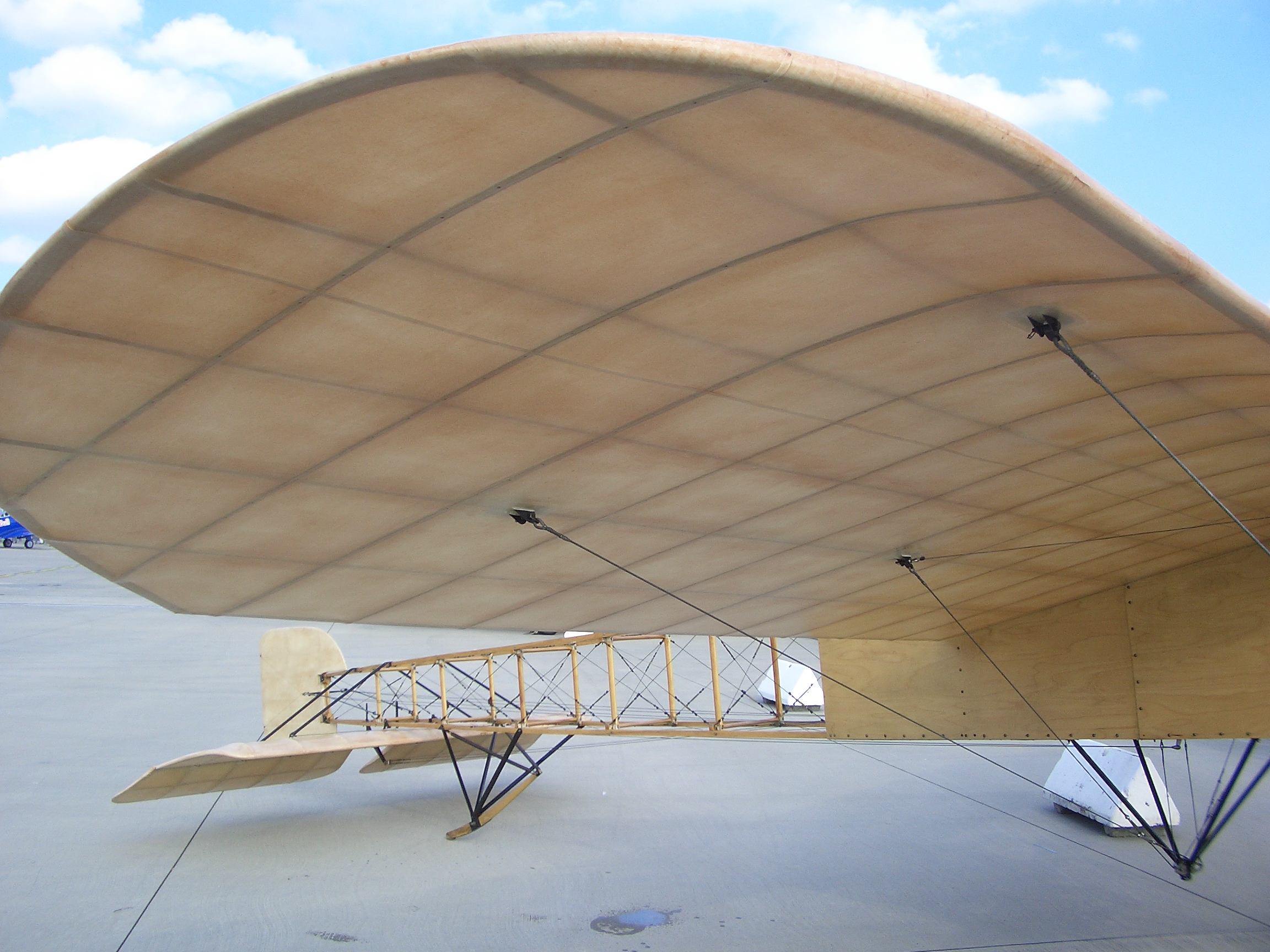
布萊里奧11號的機翼（複製品）。

布萊里奧11號一直生產到第一次世界大戰爆發，並且期間生產了許多變種機。安裝了各種類型的發動機，包括120° Y 型、「全徑向」三缸安贊尼發動機（在老萊因貝克機場的修復版本仍使用此發動機）以及37 kW（50 hp）和52 kW（70 hp）的七缸諾姆旋轉引擎。單座和雙座版本均有製造，在翼展和機身長度上也有所變化。在後來的飛機中，翼尖升降舵被更傳統的後緣升降舵取代，尾輪被滑橇取代，而原來的五桿“屋頂”型背部支架被一個更簡單的四邊錐形框架單元取代，類似於後期旋轉引擎版本的腹部安排。
布萊里奧將11號的用處分為四類：教練機、運動或旅行機、軍用機和比賽或展覽機。

### 民用用途
11號參加了許多比賽和競賽。1910年8月，勒布朗駕駛此機贏得了805公里（500英里）東部賽道比賽的距離，另一架由埃米爾·奧布倫駕駛的另一架布萊里奧飛機是唯一完成賽程的飛機。 1910年10月，克勞德·格拉哈姆-懷特駕駛一架安裝75 kW（100 hp）諾姆發動機的XI型飛機贏得了第二次戈登·貝內特獎杯比賽，擊敗了勒布朗駕駛的類似飛機，勒布朗在最後一圈迫降。在比賽期間，勒布朗創造了新的世界速度記錄。1911年，让·路易·科诺在歐洲賽道比賽中駕駛11號獲勝，罗兰·加洛斯駕駛的另一架XI型飛機獲得第二名。
布莱里奥於1909年在魯昂附近的埃唐普建立了他的第一所飛行學校。另一所在氣候使全年飛行更為實際的波城於1910年初建立，1910年9月在倫敦附近的亨登機場建立了第三所飛行學校。許多飛行員在這些學校接受了訓練：到1914年，近1,000名飛行員在布萊裡奧學校獲得了法國航空俱樂部的飛行執照，佔所有頒發執照總數的一半左右。飛行訓練對那些購買了布萊裡奧飛機的人是免費的；對其他人來說，最初費用為2,000法郎，1912年降至800法郎。一個天賦出眾且天氣良好的學員可能在短短八天內獲得執照，雖然有些人需要長達六週。早期沒有雙重控制的飛機，訓練僅包括對控制裝置的基本指導，然後是單獨的滑行練習，逐步進行短距離直線飛行，然後是繞圈飛行。要獲得執照，飛行員必須進行三次超過5公里（3英里）的環形飛行，並在指定點150公尺（490英尺）範圍內著陸。

### 軍事用途
第一批布萊里奧11號於1910年進入義大利和法國的軍事服務，一年後，一些飛機在北非和墨西哥被義大利使用（這是重於空氣的飛機首次在戰爭中使用）。 英國皇家飛行隊在1912年接收了第一批布萊裡奧飛機。在第一次世界大戰初期，法國、英國和義大利的多個中隊操作各種軍事版本的布萊裡奧XI 型飛機，主要用於偵察任務，但也作為教練機，單座版本也用作輕型轟炸機，最多可攜帶25公斤的炸彈。

## 駕駛此機的知名飛行員

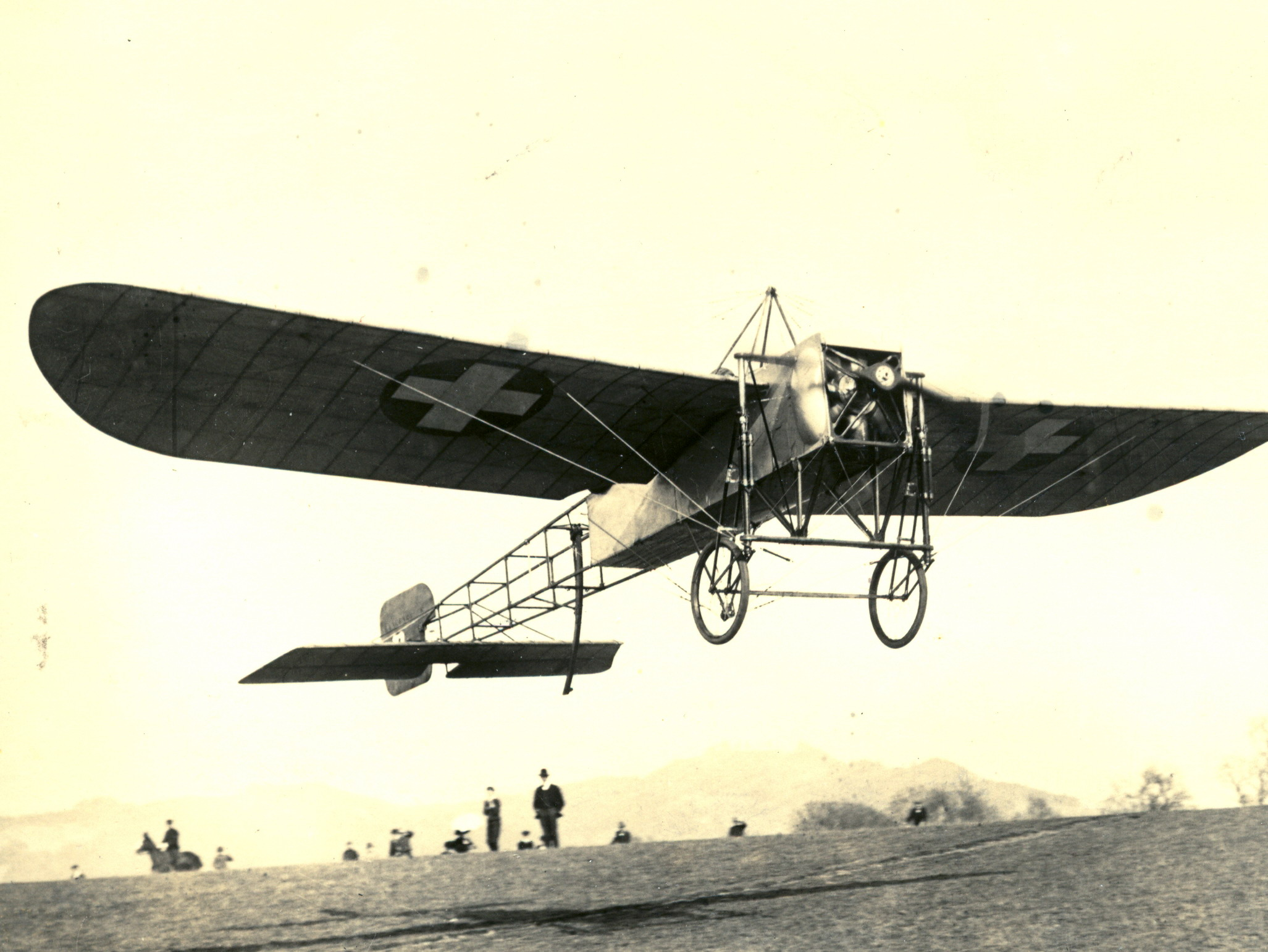
奧斯卡·比德（英语：Oskar Bider）駕駛布萊里奧11號，攝於1913年5月13日
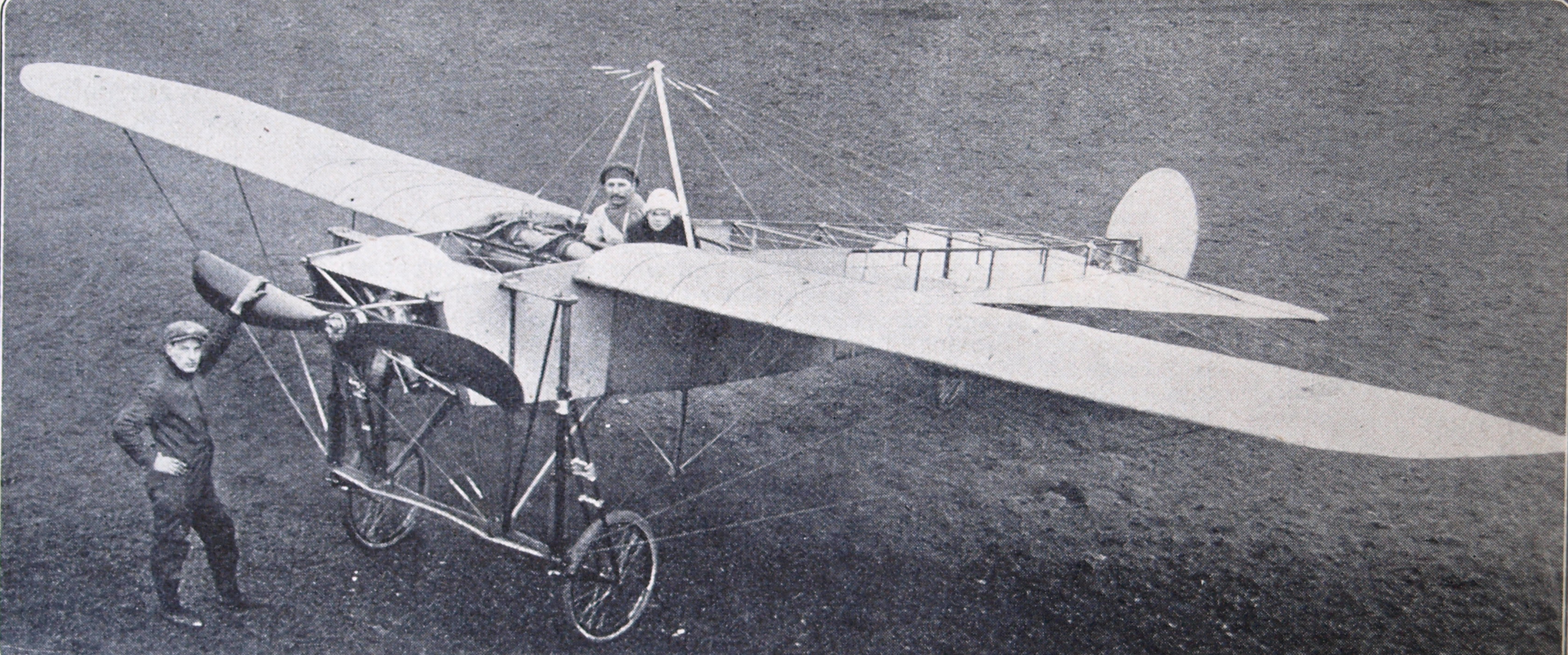
布萊里奧11號-2 bis
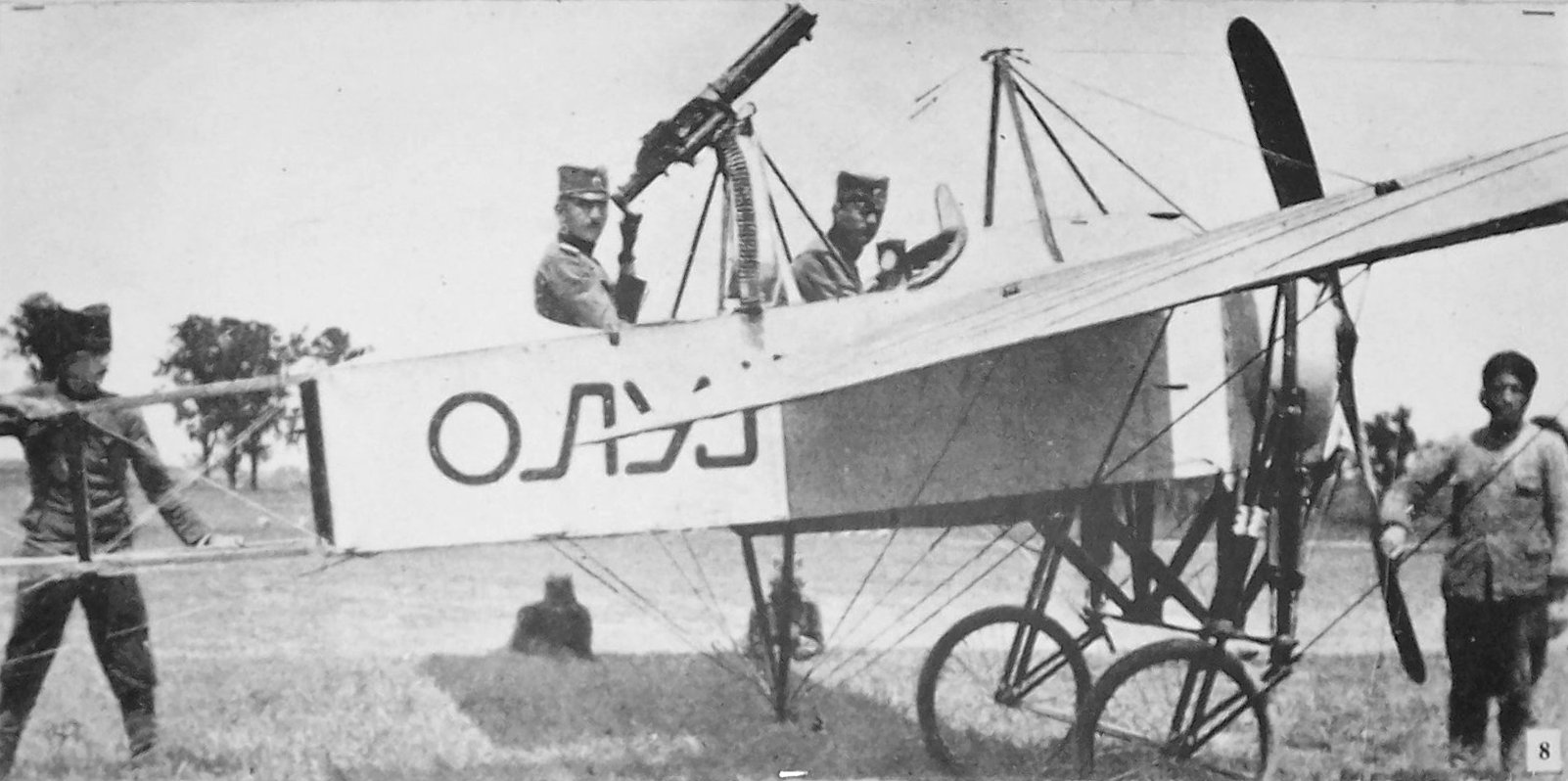
塞爾維亞使用的布萊里奧11號，攝於1915年1月2日
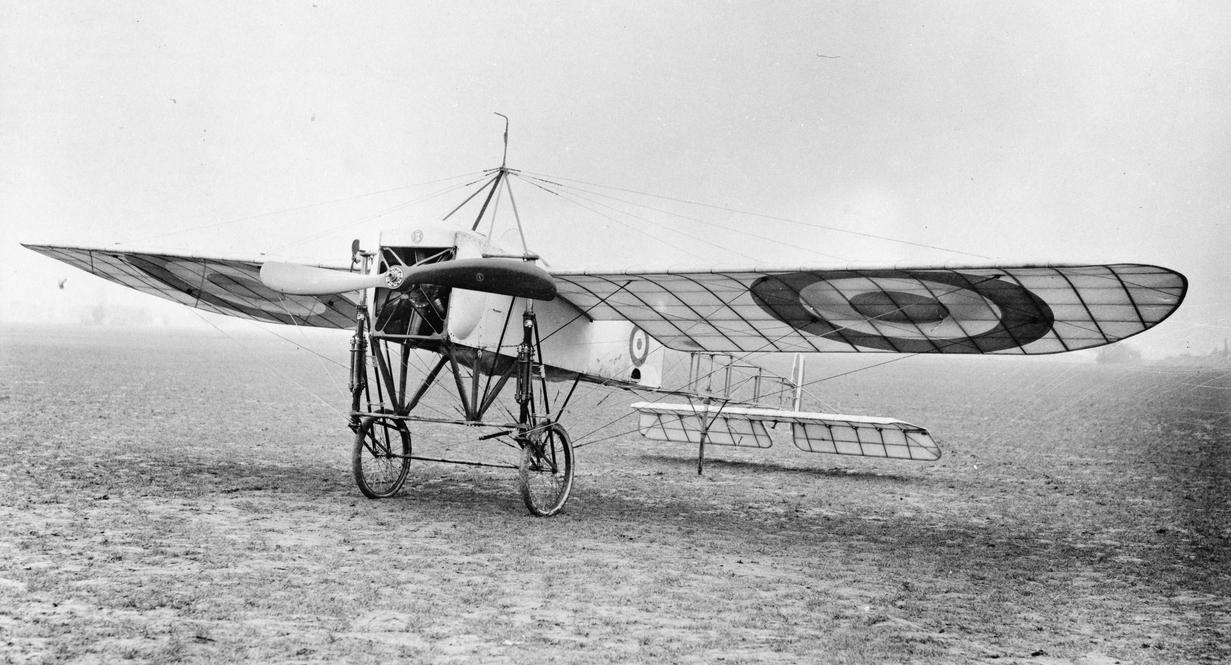
帶有RFC標記的布萊里奧11號。

- 奧斯卡·比德（英语：Oskar Bider）[14]
- 卡爾·塞德斯特羅姆（英语：Carl Cederström）[15]
- 豪爾赫·查維斯（英语：Jorge Chávez）[16]
- 丹尼斯·科比特·威森（英语：Denys Corbett Wilson）[17]
- 里昂·德拉格蘭治（英语：Leon Delagrange）[18]
- 罗兰·加洛斯[19]
- 尤金·吉爾伯特（英语：Eugène Gilbert）[20]
- 特里格維·格蘭（英语：Tryggve Gran）[21]
- 莫里斯·吉約（英语：Maurice Guillaux）[22]
- 古斯塔夫·哈梅爾（英语：Gustav Hamel）[23]
- 瓦西里·卡門斯基（英语：Vasily Kamensky）[24]
- 簡·卡斯帕爾（英语：Jan Kašpar）[25]
- 休伯特·勒布隆（英语：Hubert Le Blon）
- 伯內塔·亞當斯·米勒（英语：Bernetta Adams Miller）
- 厄爾·奧文頓（英语：Earle Ovington）
- 阿道夫·佩古德[26]
- 哈里特·昆比（英语：Harriet Quimby）[27]
- 雷內·西蒙（英语：René Simon (aviator)）[28]
- 埃米爾·塔德奧利（英语：Émile Taddéoli）[29]
- 艾哈邁德·阿里·切利克滕

## 變種機
- 布萊里奧11號（REP）：1908年，首架11型，使用22 kW（30馬力）的REP發動機，在1908年巴黎沙龍展覽會上展出，並於1909年1月18日在伊西首飛。[30]
- 布萊里奧11號（安贊尼）：1909年，第一架更換了19 kW（25馬力）安贊尼發動機的飛機，機翼面積從12平方米增加到14平方米（130到150平方英尺）。配備了浮袋以進行布萊里奧的英吉利海峽飛行。[30]
- 布萊里奧11號軍用型（Militaire）：軍用單座機，配備37 kW（50馬力）的諾姆發動機。[30]
- 布萊里奧11號炮兵型（Artillerie）：與軍用型非常相似，但機身分為兩部分，以便於運輸時折疊。[30]
- 布萊里奧11號-1炮兵型（Artillerie）：單座機，配備50馬力（37 kW）的諾姆7歐米茄發動機（英语：Gnome Omega），機身可折疊以便運輸。[31]
- 布萊里奧11號E1型：單座訓練型。
- 布萊里奧11號學校型（Type Ecole）：一種教練機，具有相當的機翼角度，迴圈藤尾輪，尖端升降舵和其他修改。[30]
- 布萊里奧11號R1企鵝型（Pinguin）：地面訓練機，配備剪裁過的機翼和寬軌起落架，前部裝有一對防止機頭下沉的滑橇。一些例子配備了26 kW（35馬力）的安贊尼發動機，另一些則使用舊的37 kW（50馬力）諾姆發動機，這些發動機已不再完全發揮功率。[30]
- 布萊里奧11號（1912型）：從1912年3月起，配備兩部分升降舵和高機身滑橇。[30]
- 布萊里奧11號（1913型）：與1912型相同，但移除了起落架加固，配備60馬力（45 kW）的克萊格7Y發動機。[31]
- 布萊里奧11號遮陽型（Parasol）：又名布雷弗-古因（Brevet-gourin），由古因中尉和亨利·沙扎爾修改，配備遮陽機翼和分裂式空氣剎車/方向舵。[30]
- 布萊里奧11號bis型：1910年1月，bis型引入了更常規的尾翼和橢圓形升降舵，配備半罩的諾姆發動機。[30]
- 布萊里奧11號-2串聯型（Tandem）：標準串聯雙座巡航、偵察、訓練型，配備52 kW（70馬力）的諾姆7伽馬旋轉活塞發動機。[30]
- 布萊里奧11號-2 bis並排型[30]
- 布萊里奧11號-2 bis型：1910年2月雙座型，並排座位，配備不具升力的三角形尾翼和半橢圓形後緣升降舵，有多種變化，如浮筒延伸機鼻、修改尾滑橇和其他更改[30]。（長度8.32米（27.3英尺），翼展10.97米（36.0英尺））[32]
- 布萊里奧11號-2水上飛機（Hydroaeroplane）：雙座水上飛機，翼展11米（36英尺），配備60 kW（80馬力）的羅納發動機。[33]首次飛行時配備延伸的方向舵底部帶浮筒：後來更換為標準方向舵，並在後機身下方裝配浮筒。[30]
- 布萊里奧11號-2炮兵型（Artillerie）：軍用雙座機，配備70馬力（52 kW）的諾姆7伽馬發動機，修改了方向舵和起落架。兩架飛機或同一飛機的不同版本配備不同的升降舵。
- 布萊里奧11號-2工程型（Génie） ：設計為便於運輸的軍用版本，配備70馬力（52 kW）的諾姆7伽馬發動機，能在25分鐘內拆裝。[30][31]
- 布萊里奧11號-2全視型（Vision totale）：1914年7月修改為遮陽翼的XI-2型，也被稱為XI Brevet-Gouin。[30]
- 布萊里奧11號-2高度型（Hauteur）：配備60 kW（80馬力）的諾姆旋轉活塞發動機，用於羅蘭·加洛斯在1912年8月和1913年3月創造高度記錄的飛行。[30]
- 布萊里奧11號-2 BG型 雙座高翼遮陽機型。
- 布萊里奧11號-3軍事比賽型（Concours Militaire）：串聯三座型，配備雙排14缸100 kW（140馬力）的諾姆14伽馬-伽馬旋轉發動機。翼展11.35米（37.2英尺），長度8.5米（28英尺）。[30][34]
- Thulin A：在瑞典許可生產。

## 服役軍事
阿根廷
- 阿根廷空軍

- 澳洲飛行隊（英语：Australian_Flying_Corps）
  - 库克角澳洲皇家空軍中央飛行學校（英语：Central_Flying_School_RAAF）

 比利时
- 比利时航空部队[35]

 玻利维亚
- 玻利維亞空軍（英语：Bolivian Air Force）

 巴西
- 巴西空軍

 保加利亚
- 保加利亞空軍

 智利
- 智利空軍

 丹麦
- 丹麥皇家空軍

 法國
- 法國海軍

 希腊
- 希臘空軍

- 瓜地馬拉空軍（英语：Guatemalan_Air_Force）

 義大利王國
- 航空軍事公司（英语：Corpo_Aeronautico_Militare）

 日本
- 陸軍飛行戰隊

 墨西哥
- 墨西哥空軍（英语：Mexican_Air_Force）

 挪威挪威陸軍航空隊（僅一架）
 新西兰紐西蘭皇家空軍（一架XI 2曾於1913至1914年間服役）
 羅馬尼亞
- 羅馬尼亞空軍

 俄羅斯
- 俄羅斯帝國空軍

 塞爾維亞王國
- 塞尔维亚空防军

 瑞典
- 瑞典空軍
- 瑞典海軍

 瑞士
- 瑞士空軍

 奥斯曼帝国
- 鄂圖曼帝國空軍

 英国
- 英國皇家飛行隊
  - 皇家空軍第2中隊（英语：No. 2 Squadron RAF）
  - 皇家空軍第3中隊（英语：No. 3 Squadron RAF）
  - 皇家空軍第4中隊（英语：No. 4 Squadron RAF）
  - 皇家空軍第5中隊（英语：No. 5 Squadron RAF）
  - 皇家空軍第6中隊（英语：No. 6 Squadron RAF）
  - 皇家空軍第9中隊（英语：No. 9 Squadron RAF）
  - 皇家空軍第10中隊（英语：No. 10 Squadron RAF）
  - 皇家空軍第16中隊（英语：No. 16 Squadron RAF）
  - 皇家空軍第23中隊（英语：No. 23 Squadron RAF）
  - 皇家空軍第24中隊（英语：No. 24 Squadron RAF）

 乌拉圭
- 烏拉圭空軍（英语：Uruguayan_Air_Force）

## 現存飛機

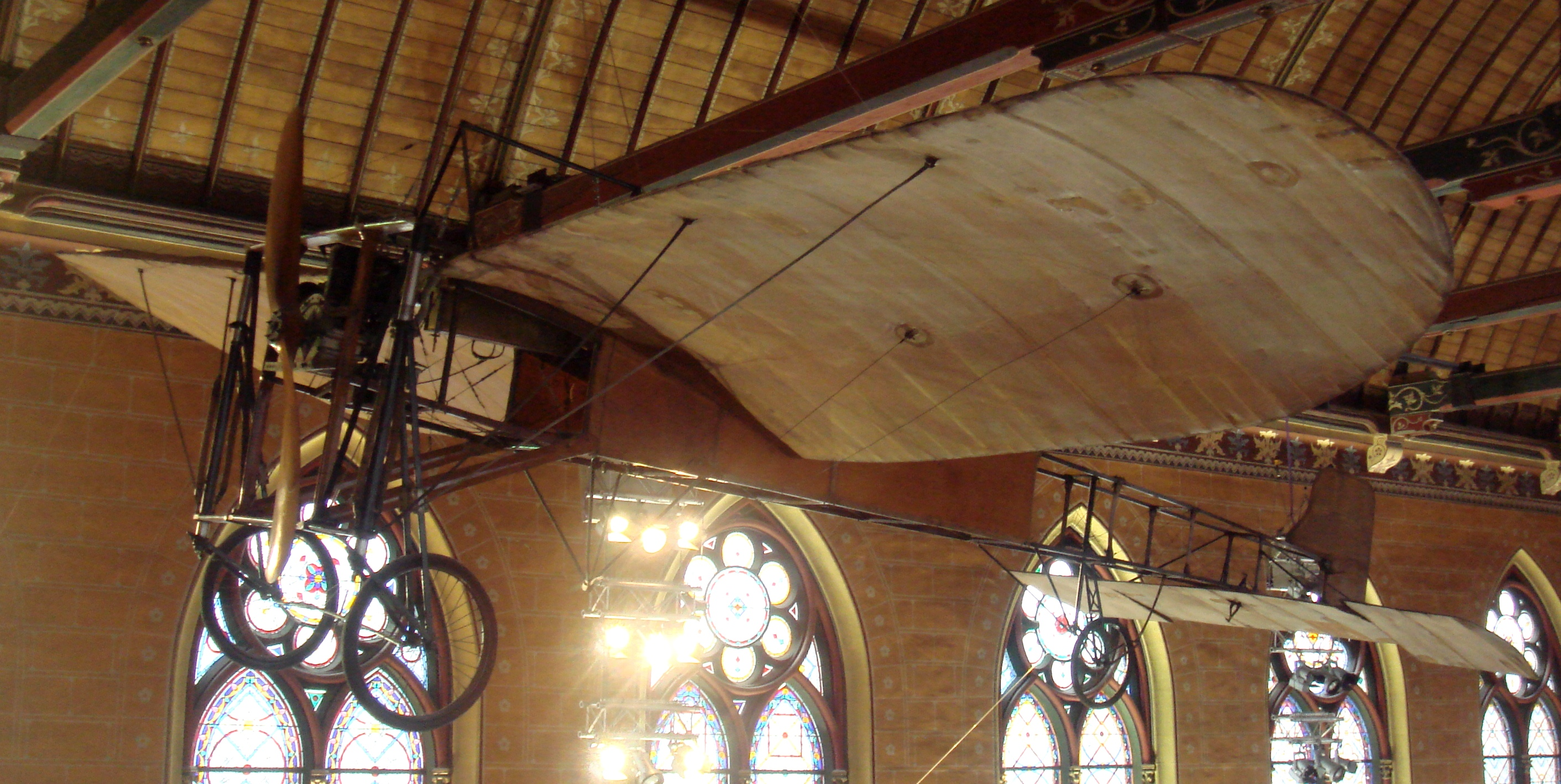
布萊里奧橫渡英吉利海峽時所乘坐的原型機，今典藏工藝美術博物館。

路易·布萊里奧在1909年飛越英吉利海峽的布萊里奧11號現展示於工藝美術博物館。除了這架飛機外，還有多架布萊里奧11號被保存下來。英國和美國都有修復後可飛行的布萊里奧11號，這兩架飛機已有超過一個世紀的歷史，並被認為是世界上最古老的可飛行飛機。由於其獨特性，這些飛機通常只進行短距離的飛行。

### 可飛行飛機
- 14號：在貝德福德郡老沃登（英语：Old Warden）的夏特沃斯收藏館（英语：Shuttleworth Collection）中。這架飛機建於1909年，現在擁有英國民用註冊號G-AANG，是世界上最古老的可飛行飛機。它由一台三缸「W型」安贊尼發動機提供動力。[36][37]
- 56號：在紐約雷德胡克的老萊恩貝克飛行場。它由一台120°角的常規「徑向」安贊尼三缸發動機提供動力，並擁有美國民用註冊號N60094。機身的前後三分之一部分是原始的。[38][39]
- 複製品：在魁北克省聖安妮-德-貝爾維（英语：Sainte-Anne-de-Bellevue）的蒙特婁航空博物館（英语：Montreal_Aviation_Museum）。這是一架布萊里奧11號「甲蟲」的復製品，由志願者按照原始藍圖建造，耗時近15年，首次飛行於2014年9月進行。[40]
- 複製品：由埃里克·A·普雷斯滕在加利福尼亚州溫伯格擁有。[41]

- 1381號：布萊里奧XI-2，在斯德哥爾摩的瑞典國家科技博物館展出。[42][43]是瑞典最古老的博物館飛機。

### 展示中飛機
- 9號：靜態展示於康涅狄格州溫莎洛克斯的新英格蘭航空博物館（英语：New_England_Air_Museum）。由厄內斯特·霍爾於1911年建造，配備底特律航空發動機。[44][45]
- 76號：靜態展示於布拉格國立技術博物館。曾由揚·卡斯帕爾使用。[46]
- 153號：靜態展示於紐約加登市的航空搖籃博物館（英语：Cradle_of_Aviation_Museum）。最初由羅德曼·沃納梅克（英语：Rodman_Wanamaker）購買，是第一架進口到美國的飛機，從老萊恩貝克飛行場獲得。[47]
- 164號：靜態展示於皇家空軍博物館。擁有復製的機身和一台六缸安贊尼發動機。[48][49]
- 686號：靜態展示於法國航空博物館。[50][51]
- 3856號：靜態展示於紐約紅鉤的老萊恩貝克飛行場。由美國飛機供應公司於1911年建造，作為「長途」版本，配備銅製腹部燃料箱，自1915年11月以來一直存放，於1963年發現並於1975-76年由科爾·帕倫修復，曾使用七缸70馬力的諾姆發動機飛行。[52][53][54]
- 未知ID：靜態展示於巴黎工藝博物館。這是路易·布萊里奧在1909年7月25日飛越英吉利海峽的原型飛機。[55]
- 未知ID：靜態展示於法國航空博物館。[56]
- 未知ID：靜態展示於華盛頓特區美国国家航空航天博物馆。該飛機製造於1914年，由瑞士飛行員約翰·多梅尼奧茲購買，配備一台37 kW（50馬力）的諾姆發動機。[57]

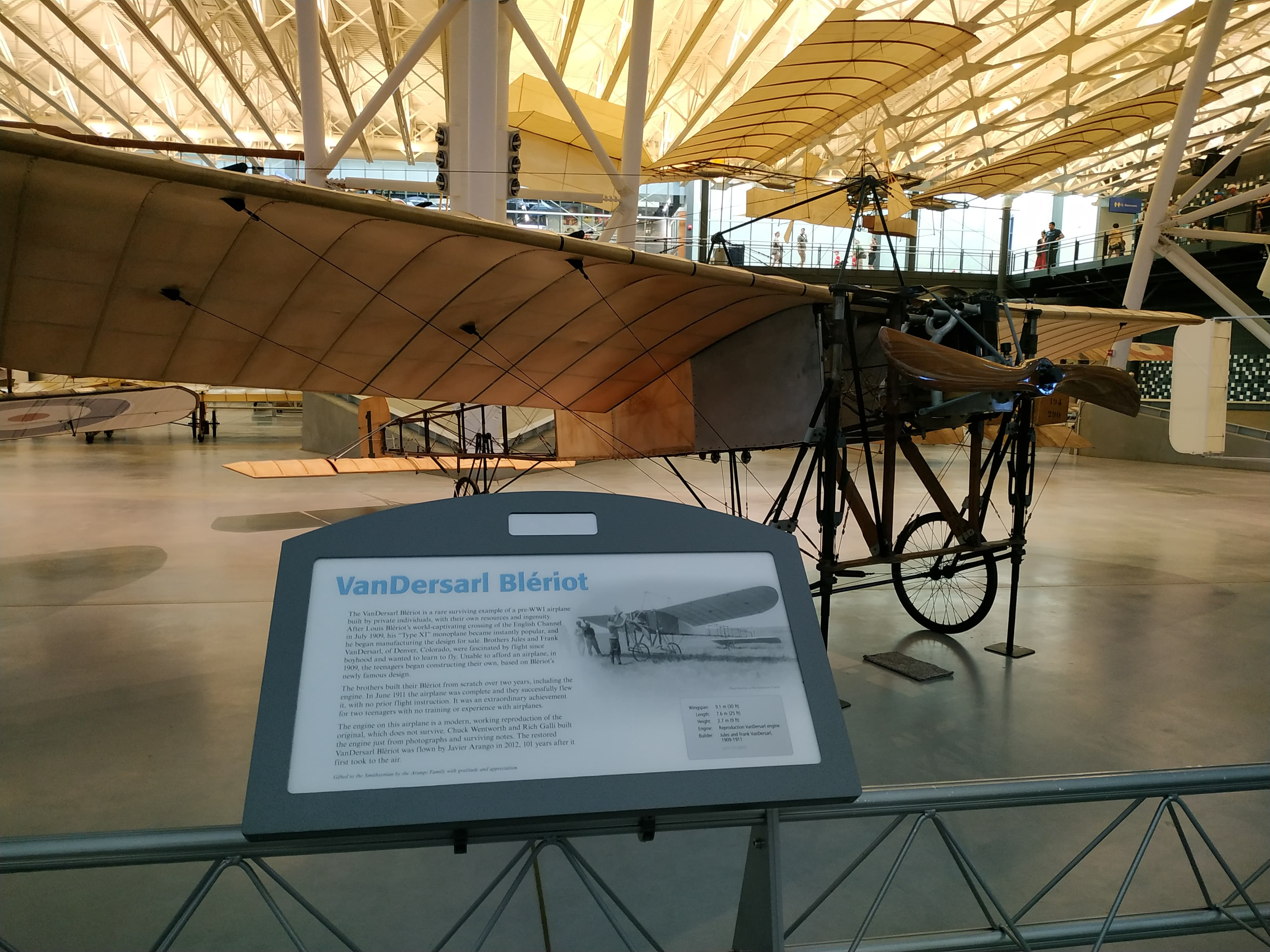
范德薩爾兄弟製作的布萊里奧11號，典藏國家航空和太空博物館。

- 未知ID：靜態展示於弗吉尼亞州尚蒂伊的國家航空和太空博物館。由丹佛的青少年兄弟朱爾斯和弗蘭克·A·范德薩爾（英语：Frank_A._Van_Dersarl）於1909年開始從零建造，包括發動機，並於1911年6月在沒有飛行指導的情況下成功飛行。由哈維爾·阿蘭戈於2011年成功修復並飛行。[58]
- 未知ID：靜態展示於加拿大渥太華的加拿大航空航天博物馆。由加州飛機製造和供應公司於1911年許可建造，為約翰·W·漢密爾頓製造，配備60馬力的艾爾布里奇航空特製發動機。[59]
- 未知ID：Mk II「迴圈者」，靜態展示於雪梨動力博物館。該飛機由莫里斯·吉洛飛行，於1914年從墨爾本到雪梨進行首趟澳洲航空郵件運輸。[60][61]
- 未知ID：靜態展示於慕尼黑德意志博物馆。[62]
- 未知ID：靜態展示於馬德里馬德里航空博物館（英语：Museum_of_Aeronautics_and_Astronautics_(Madrid)）。最初由S. García Cames擁有，由胡安·維拉諾瓦和路易斯·阿塞多重建，自1968年以來在博物館展出。[63][64]
- 未知ID：單翼機，靜態展示於俄亥俄州代頓的美国空军国家博物馆。由厄內斯特·C·霍爾於1911年建造，於1969年捐贈給博物館。[65]
- 未知ID：靜態展示於阿根廷布宜諾斯艾利斯的阿根廷國家航空博物館（英语：Museo_Nacional_de_Aeronáutica_de_Argentina）。飛機擁有複製的機翼，配備25馬力的三缸安贊尼「W」型發動機。[66][67]
- 未知ID：靜態展示於瑞士迪本多夫的弗利格弗拉布博物館（英语：Flieger_Flab_Museum）。該飛機製造於1914年。
- 複製品：靜態展示於南約克郡航空博物館（英语：South_Yorkshire_Aircraft_Museum）。[68]
- 複製品：靜態展示於布魯克蘭博物館（英语：Brooklands_Museum）。[69]
- 複製品：靜態展示於德國萊茵蘭-普法爾茨的赫爾梅斯凱爾飛行展覽館（英语：Flugausstellung_Peter_Junior）。[70][71]
- 複製品：靜態展示於馬里蘭州大學園的學院公園航空博物館（英语：College_Park_Airport#College_Park_Aviation_Museum）。[72]
- 複製品：布萊里奧8號，靜態展示於阿拉巴馬州奧扎克附近的美國陸軍航空博物館（英语：United_States_Army_Aviation_Museum）。這是已知最早的復製品之一，建於1930年代。[73]

## 規格

布萊里奧11號

参考资料：
基本信息
- 机组：1
- 長度：7.62米（25英尺0英寸）
- 翼展：7.79米（25英尺7英寸）
- 高度：2.69米（8英尺10英寸）
- 机翼面积：14平方（150平方英尺）
- 空重：230（507磅）
- 发动机：1台安贊尼（英语：Anzani 3-cylinder fan engines）3缸扇形半徑向發動機，19千瓦特（25匹馬力）
- 螺旋桨：2桨叶呂西安·肖維埃（英语：Lucien Chauvière）雙葉彎螺旋槳（英语：Scimitar propeller），2.08米（6英尺10英寸）直径

性能
- 最大速度：75.6每小時（47英里每小時；41節）
- 升限：1,000（3,300英尺）

### 書目
- Angelucci, Enzo. The Rand McNally Encyclopedia of Military Aircraft, 1914–1980. San Diego, California: The Military Press, 1983. ISBN 0-517-41021-4.
- Charlson, Carl and 克里斯蒂安·卡西歐（法语：Christian Cascio） directors. A Daring Flight (DVD). Boston: WGBH Boston Video, 2005.
- Crouch, Tom D. Blériot XI: The Story of a Classic Aircraft. Washington, D.C.: Smithsonian Institution Press, 1982. ISBN 978-0-87474-345-6.
- Duwelz, Yves.  [The Bleriot XIs of the Belgian Air Component]. Avions: Toute l'Aéronautique et son histoire. February 2002, (107): 56–60. ISSN 1243-8650 （法语）.
- Duwelz, Yves. . Avions: Toute l'Aéronautique et son histoire. March 2002, (108): 48–54 （法语）.
- Elliott, Bryan A. Blériot: Herald of an Age. Stroud, Gloucestershire: Tempus, 2000. ISBN 0-7524-1739-8.
- Munson, Kenneth. Bombers, Patrol and Reconnaissance Aircraft 1914–1919 (Blandford Colour Series). London: Associate R.Ae.S., 1977.
- 亨利·維拉德（英语：Henry Villard） Blue Ribbon of the Air. Washington: Smithsonian Press, 1987. ISBN 0-87474-942-5.
- 亨利·維拉德（英语：Henry Villard） Contact! The Story of the Early Aviators. Boston: Dover Publications, 2002. ISBN 978-0-486-42327-2.
- Vivien, F. Louis. "Description détaillée du monoplan Blériot" (in French). （页面存档备份，存于） Paris: librairie des Sciences aéronautiques, 1905. (Original 1911 AVIA book French book with Blériot XI characteristics and specifications).
- Wauthy, Jean-Luc; De Neve, Florimond. . Le Fana de l'Aviation. No. 304. March 1995: 56–61 （法语）.
- Benichou, Michel.  [Jean Salis and the Blériot XI-2]. Le Fana de l'Aviation. February 1991, (255): 26–29. ISSN 0757-4169 （法语）.
- Hartmann, Gérard.  [The Reims Military Aviation Competition, 1911] (PDF). Dossiers historiques et techniques aéronautique française. Gérard Hartmann.   [11 September 2022]. （原始内容存档 (PDF)于2022-12-11） （法语）.
- Moulin, Jean.  [Reims 1911, the First Military Aircraft Concours in the World!]. Avions: Toute l'aéronautique et son histoire. October 2004, (139): 51–58. ISSN 1243-8650 （法语）.

## 外部連結
- Old Rhinebeck Aerodrome's 1909–10 Blériot XI page
- Bleriot XI World's Oldest Flying Aeroplane
- YouTube video of Old Rhinebeck's N60094 Blériot XI making a short flight （页面存档备份，存于）
- The Shuttleworth Collection's oldest-of-all Blériot XI making a flight （页面存档备份，存于）
- Louis Blériot – Developer of Commercial and Military Aircraft US Centennial of Flight Commission.
- A Blériot XI at Maurice Dufresne Museum, France （页面存档备份，存于）
- Blériot XI at Musée des transports de Lucerne, Switzerland （页面存档备份，存于）
- Bleriot Type XI N° 225 at MAPICA La Baule, France （页面存档备份，存于）
- John Domenjoz, barnstormer & aerobatics （页面存档备份，存于）
- Link to website for Museum of Science and Technology, Stockholm. Documentation of Blériot XI restoration with Swedish text, videos of public display flight, test flight, motor test and wing assembling